# Čarovina
Čarovina (en serbe cyrillique : Чаровина) est un village de Serbie situé dans la municipalité de Tutin, district de Raška. Au recensement de 2011, il comptait 228 habitants.

## Démographie
| 1948 | 1953 | 1961 | 1971 | 1981 | 1991 | 2002 | 2011 |
| ---- | ---- | ---- | ---- | ---- | ---- | ---- | ---- |
| 157  | 188  | 232  | 254  | 299  | 284  | 238  | 228  |

|  |